# Airi Suzuki
Airi Suzuki (鈴木 愛理, Suzuki Airi, Gifu, 12 de abril de 1994) é uma cantora de J-Pop e foi membro dos grupos °C-ute, Buono! e Hello! Project Kids. Seus pais, Tōru Suzuki e Kyoko Maruya, são golfistas profissionais, porém sua mãe se aposentou.

## História
Airi Suzuki se uniu ao Hello! Project em 2002 como uma das quinze Hello! Project Kids. Ela fez sua estreia como integrante do grupo temporário 4KIDS no filme Mini Moni, Mini Moni ja Movie: Okashi na Daibōken!. Em 2003, foi membro do grupo Aa!, junto com Miyabi Natsuyaki e Reina Tanaka, e generou muita atenção por sua habilidade vocal com apenas nove anos de idade.
Airi foi uma das sete Hello! Project Kids que não foram escolhidas para formar parte do Berryz Koubou. Em 2005, aquelas sete integrantes formaram o grupo °C-ute. A principio, Airi era a vocalista principal e o centro de maioria de singles de °C-ute. Desde 2007, Airi faz parte do grupo Buono!, junto com Momoko Tsugunaga e Miyabi Natsuyaki de Berryz Koubou.
Airi foi membro de Little Gatas e se uniu a Gatas Brilhantes H.P. em abril de 2007.
E atualmente Airi faz parte de uma nova formação do Aa! Juntamente com Miyabi Natsuyaki (Berryz Kobou) e Akari Saho (Hello! Project Egg).
Em 2020, ela junto com o cantor japonês Masayuki Suzuki, cantou "DADDY! DADDY! DO!", o tema de abertura da segunda temporada do anime Kaguya-sama wa Kokurasetai.